# Чотири в ряд
 Чотири в ряд  або Connect four — настільна гра для двох, в якій гравці спочатку вибирають колір фішок, а потім ходять за чергою, кидаючи фішки в стовпчики вертикальної дошки. Мета гри — розташувати раніше ніж супротивник поспіль по горизонталі, вертикалі або діагоналі чотири фішки свого кольору. Існують варіанти гри з полем різного розміру, з фішками у формі дисків або кульок. Найбільш поширений варіант, також званий класичним, 7x6, а також 8x7, 9x7 і 10x7.
Гра продається під назвою Connect Four з лютого 1974.
У Радянському Союзі гру випускав у 1980-ті роки під назвою «Квадро» Одеський завод поліграфічних машин.

## Математичне рішення
Математично гру розв'язав Джеймс Д. Аллен (James D. Allen) 1 жовтня 1988, а також незалежно Віктор Алліс (Victor Allis) 16 жовтня 1988.
Кидаючи першу фішку в стовпчик посередині, перший гравець може забезпечити собі виграш. Вибираючи для кидка один із сусідніх стовпчиків, перший гравець дозволяє супротивнику зіграти внічию. Якщо ж перша фішка потрапляє в один із чотирьох крайніх стовпчиків, то другий гравець виграє за точної гри.

## Варіанти гри
Традиційний варіант Connect 4 — дошка з крізними отворами та фішками з пластику. Нова вертикальна конструкція гри дозволяє швидко скинути фішки з поля.
Також існує українська реалізації гри «Чотири в ряд» яка має дерев'яне ігрове поле та скляні фішки.

## Відеоігри
- Four-in-a-Row — в наборі ігор GNOME Games.